# Josip Bombelles
Josip Bombelles (1894. − sabirni logor Jasenovac ili sabirni logor Stara Gradiška, ožujka 1942.), hrvatski grof i diplomat. Rodom iz hrvatske plemićke obitelji Bombellesa. Otac je Josepha Bombellesa, poznatog hrvatskog ekonomista.
Sin je grofa Marka Bombellesa mlađeg iz njegovog prvog braka. Josipova mati je grofica Marija Salm-Reiferscheid–Reitz.

## Životopis
Rodio se je 1894. godine. Srednje školovanje imao je u Varaždinu, gdje je pohađao gimnaziju. Važna je osoba u hrvatskoj gospodarskoj povijesti. 
Godine 1914. sudionikom je osnivanja prvog hrvatskog poduzeća za proizvodnju filmova Croatia u Zagrebu, čiji je bio jedan od vlasnika. Dao je sagraditi uskotračnu prugu Vinica - Varaždin.
Osim što je vodio obiteljsku baštinu, nastojao je proširiti posjede pa je kupio dvorac Klenovnik, kojem je bio vlasnikom samo tri godine. Već 1925. prodao ga je zagrebačkom Središnjem uredu za osiguranje radnika. Surađivao je s bogatim industrijalcima Amadeom i Alfredom Carnelutima, istaknutim HSS-ovcima.
Kao i otac, pridonio je hrvatskom automobilizmu. Pionir je u nekim poljima, što je razvidno iz njegova rada iz 1930. o alkoholu kao pogonskom gorivu za eksplozivne motore.
Josip Bombelles bio je diplomat. Po nekim izvorima bio je slobodni zidar, a prema Bogdanu Krizmanu doušnik jugoslavenskog kneza Pavla Karađorđevića. Bio je u službi glavnog stožera jugoslavenskih vojnih snaga. Imao je i englesko državljanstvo, jer je to imao pravo kao potomak aristokrata Henryja-Francoisa Bombellesa. Bio je višestruki obavještajac, a putovao je po Europi s engleskom putovnicom. Engleska ga je angažirala u (neuspjeloj) zadaći sprječavanja ostvarenja savezništva između Njemačke i Italije. Zbog neuspjelosti zadaće bio je osoba koja je imala neugodne spoznaje koje nisu odgovarale ni Cianu (kojem se predstavljao kao Mačekov izaslanik) niti Paveliću.
Smaknut je najvjerojatnije u sabirnom logoru u Jasenovcu (drugi izvori navode da je smaknut u Staroj Gradišci), jer je pao u nemilost Ciana i poglavnika Pavelića, premda je posredovao u kontaktu (23. siječnja 1940.) Ciana i Pavelića u stvaranju plana o podizanju ustanka i, uz pomoć Italije, odcjepljenja od Beograda. Bombelles se je zanosio da će ući u buduću hrvatsku vladu i biti ministar financija. Političke su se okolnosti okrenule, te Italija odustaje od planova s Pavelićem. Pavelić već svibnja 1940. daje do znanja da zna da je Josip Bombelles plaćenik Beograda, "te da će na sebi osjetiti nemilosrdnost ustaškog zakona". Prijetnje Bombellesu su se ostvarile. Iste 1940. godine na Gupčevoj zvijezdi ustaše su izveli neuspješni atentat na nj. Atentatori su bili Božidar Cerovski i Viktor Tomić, članovi tajne organizacije Matija Gubec.
Bombelles je proglašenje NDH dočekao u Zagrebu. Odmah po dolasku ustaša na vlast, uhićen je u Zagrebu, te zatvoren u logoru u Staroj Gradišci, gdje je ubijen ožujka 1942. godine.  Supruga i nevjenčani sin Joseph Bombelles  preživjeli su rat, no režim im je nacionalizacijom oduzeo obiteljska imanja koja su bili prisiljeni napustiti.
Josipova polusestra Fernandina d'Ansemburg brinula se o obiteljskom posjedu nakon njegove smrti 1942. godine.

## Zanimljivosti
Glumio je lik Siniše u filmu o Gričkoj vještici.

## Vanjske poveznice
- Josip Bombelles, Geni.com